# 馬克斯·伊萬斯
馬克斯·伊萬斯（英語：Max Evans；1983年9月12日—）是一位蘇格蘭橄欖球運動員。他是蘇格蘭國家橄欖球隊的一員，代表蘇格蘭參加了2014年橄欖球六國賽的比賽。